# 杨玉华 (政治人物)
杨玉华（1963年10月—），女，汉族，湖北枣阳人，中华人民共和国政治人物，中国农工民主党党员，第十三届全国人民代表大会湖北省代表。现任湖北省政协副主席。

## 生平
2018年，杨玉华被选为湖北省出席第十三届全国人民代表大会代表。